# Пайнсиана (Флорида)

## География
По данным Бюро переписи населения США статистически обособленная местность Пайнсиана имеет общую площадь в 91,43 квадратных километров, из которых 90,91 кв. километров занимает земля и 0,52 кв. километров — вода. Площадь водных ресурсов округа составляет 0,57 % от всей его площади.
Статистически обособленная местность Пайнсиана расположена на высоте 20 м над уровнем моря.

## Демография
| Год переписи        | Нас.  |  | %±     |
| ------------------- | ----- |  | ------ |
| 1990                | 3618  |  | —      |
| 2000                | 13647 |  | 277,2% |
| 1990–2000 Источник: |       |  |        |

По данным переписи населения 2011 года в Пайнсианe проживало 69 439 человек, 3563 семьи, насчитывалось 4153 домашних хозяйств и 4590 жилых домов. Средняя плотность населения составляла около 759,48 человек на один квадратный километр. Расовый состав населённого пункта распределился следующим образом: 65,10 % белых, 17,73 % — чёрных или афроамериканцев, 0,48 % — коренных американцев, 1,03 % — азиатов, 0,10 % — выходцев с тихоокеанских островов, 5,66 % — представителей смешанных рас, 9,90 % — других народностей. Испаноговорящие составили 39,52 % от всех жителей статистически обособленной местности.
Из 4153 домашних хозяйств в 50,3 % воспитывали детей в возрасте до 18 лет, 65,5 % представляли собой совместно проживающие супружеские пары, в 15,4 % семей женщины проживали без мужей, 14,2 % не имели семей. 10,5 % от общего числа семей на момент переписи жили самостоятельно, при этом 3,7 % составили одинокие пожилые люди в возрасте 65 лет и старше. Средний размер домашнего хозяйства составил 3,29 человек, а средний размер семьи — 3,49 человек.
Население статистически обособленной местности по возрастному диапазону по данным переписи 2000 года распределилось следующим образом: 34,1 % — жители младше 18 лет, 8,5 % — между 18 и 24 годами, 30,6 % — от 25 до 44 лет, 18,7 % — от 45 до 64 лет и 8,1 % — в возрасте 65 лет и старше. Средний возраст жителей составил 31 год. На каждые 100 женщин в Пайнсианe приходилось 95,5 мужчин, при этом на каждые сто женщин 18 лет и старше приходилось 89,0 мужчин также старше 18 лет.
Средний доход на одно домашнее хозяйство статистически обособленной местности составил 37 172 доллара США, а средний доход на одну семью — 37 688 долларов. При этом мужчины имели средний доход в 26 860 долларов США в год против 20 934 доллара среднегодового дохода у женщин. Доход на душу населения статистически обособленной местности составил 37 172 доллара в год. 12,0 % от всего числа семей в населённом пункте и 12,8 % от всей численности населения находилось на момент переписи населения за чертой бедности, при этом 17,9 % из них были моложе 18 лет и 12,3 % — в возрасте 65 лет и старше.